# Від споживача до споживача
Ринки "Від споживача до споживача" (C2C) забезпечують інноваційний спосіб клієнтам взаємодіяти один з одним. Традиційні ринки вимагають взаємовідносин між бізнесом і клієнтом, коли клієнт переходить до бізнесу з метою придбання товару чи послуги. На ринках від клієнта до клієнта бізнес сприяє середовищу, коли клієнти можуть продавати товари або послуги один одному. Інші типи ринків включають бізнес для бізнесу (B2B) та бізнес для клієнта (B2C). Тип відносин від споживача до споживача позначає онлайн та офлайн продаж, в якому продавцем і покупцем виступає фізична особа. Найчастіше продавець офіційно не є підприємцем. Особливістю С2С є швидка зміна ролей «продавець»-«покупець».
Електронна комерція C2C (від споживача до споживача) передбачає електронні операції між споживачами через якусь третю сторону. Відомим прикладом є Інтернет-аукціони, коли споживач виставляє товар на продаж, а інші споживачі роблять ставку на його придбання; третя сторона, як правило, стягує фіксове утримання або комісію. Ці сайти є посередниками, вони створені лише для того, щоб споживачі могли між собою торгувати. Ці сайти не відповідають за якість продукції, яку продають та купують споживачі. Також третьою стороною може бути: друковані та електронні ЗМІ — газети та журнали оголошень публікують пропозиції від «продавців», з якими потенційні покупці контактують на пряму; онлайн площадки — на таких ресурсах фізичні особи або разово продають товар, або роблять це систематично. В другому випадку вони, по суті, займаються неоформленою підприємницькою діяльністю.
Consumer to consumer в маркетингу  (C2C) - це створення продукту чи послуги з конкретною рекламною стратегією, яка полягає в тому, щоб "досвідчені" споживачі, котрі використовують продукт чи послугу компанії ділились про досвід із взаємодією із цим продуктом чи послугою з іншими споживачами. Іншими словами - C2C це вдало запущене сарафанне радіо.